# Marienmünster (Dießen)
Het voormalige klooster Marienmünster te Dießen am Ammersee was een augustijner convent. De bijbehorende kerk, met werk van Johann Michael Fischer is gewijd aan de Maria-Tenhemelopneming. Het stijlzuivere barokke interieur is vermaard.